# Força Aérea da Abecásia
A Força Aérea Abcásia é uma pequena força aérea operando a partir da Abcásia. Há poucos detalhes disponíveis sobre sua formação, mas há relatos de ter sido estabelecida por Viyacheslav Eshba, empregando várias aeronaves de treinamento Yak-52 armadas com metralhadoras.  Sua primeira missão de combate foi realizada em 27 de agosto de 1992, data que passou a ser celebrada na Abcásia como "Dia da Aviação". A Força Aérea Abcásia afirma ter realizado 400 vôos operacionais durante o conflito georgiano-abcásio. Perdas abcásias em combate durante a guerra civil são incertas, mas incluem um Yak-52 em uma missão de reconhecimento próxima a Sucumi, em 4 de julho de 1993.
Segundo relatos, além da Yak-52, as aeronaves operadas pela Força Aérea Abcásia incluíam pelo menos uma dupla de Sukhoi Su-25 e outra de Su-27, cinco jatos de treinamento L-39 Albatros, alguns helicópteros Mil Mi-8 e várias outras aeronaves leves não-identificadas. Contudo, a Força Aérea Russa realizou numerosas incursões de apoio à Abcásia, não estando claro quais dessas aeronaves eram realmente operadas por abcásios. (Existindo ainda relatos de que a tripulação russa recebera instruções para cobrir a insígnia nacional de suas aeronaves, para só então realizar incursões contra as posições georgianas.)  Em particular, os sofisticados Su-27s parecerem ter sido operados apenas por russos, não por abcásios, partindo da base aérea de Gudauta. Durante o ataque a Sukhumi, uma das aeronaves Su-27 foi derrubada por um míssil terra-ar S-75 Dvina (nome OTAN: SA-2 "Guideline"), em 19 de março de 1993 (embora ainda não esteja claro quem disparou o míssil).
No outono de 2001, havia relatos de que a Força Aérea Abcásia era composta por 250 membros, 1 Su-25, 2 L-39, 1 Yak-52 e 2 Mi-8. A exibição de três L-39s em um desfile em 2004 sugere uma aquisição possivelmente recente. Em fevereiro de 2007, um website russo relatava que a Abcásia possuía 2 caças Su-27, 1 Yak-52, 2 aeronaves de ataque Su-25, 2 aeronaves de treinamento de combate L-39, 1 aeronave leve de transporte An-2, 7 helicópteros Mi-8 e 3 helicópteros Mi-24. Contudo, uma fonte abcásia de 2007 apresentou o inventário da Força Aérea Abcásia como 1 MiG-21, 1 Su-25, 2 L-39, 1 Yak-52 e 2 Mi-8. Em março de 2008, um website entusiasta da aviação militar repetiu este inventário, mas acrescentou 9 helicópteros de ataque Mi-24/35, mas uma foto de dezembro de 2009 de uma base aérea abcásia confirma 2 helicópteros de ataque Mi-24/35, 1 helicóptero Mi-8 (estando também presente um Mi-8 com marcas da ONU e outro sem marcas), 4 aeronaves de treinamento de combate L-39 e 2 aeronaves leves de transporte An-2, além de uma única Yak-52 (com um número de cauda de aeronave civil russa), havendo ainda fotos mostrando um segundo Mi-17.[carece de fontes?]

## Estrutura
Um relatório dos tipos exatos, quantidades e datas de serviço para as aeronaves em serviço na Força Aérea Abcásia é difícil de ser obtido com precisão por conta de uma série de fatores, incluindo o não-reconhecimento da Abcásia, a falta de informação oficial disponível, múltiplos conflitos ao longo de sua existência e o envolvimento contínuo de aeronaves e pilotos russos nos conflitos da região. Em geral, a força aérea depende de aeronaves herdadas das forças anteriormente soviéticas com base na Abcásia, com possível reforço em anos recentes através de aeronaves russas de segunda mão. Não há relato de compras oficiais de aeronaves por parte da Abcásia.

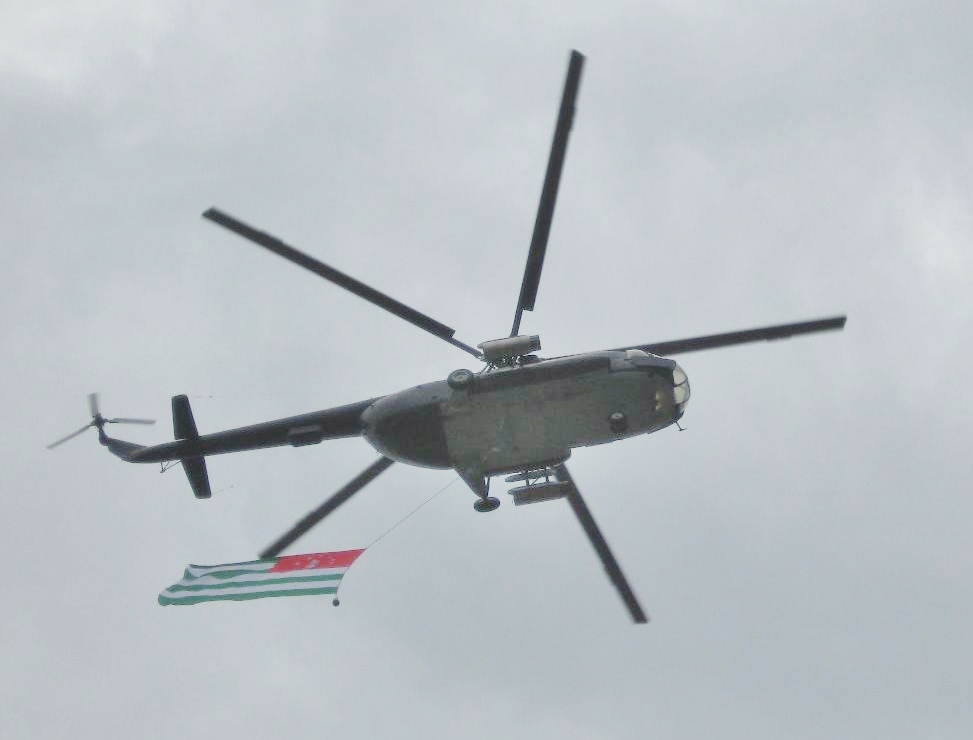
Um helicóptero Mi-8 voando com a bandeira da Abcásia

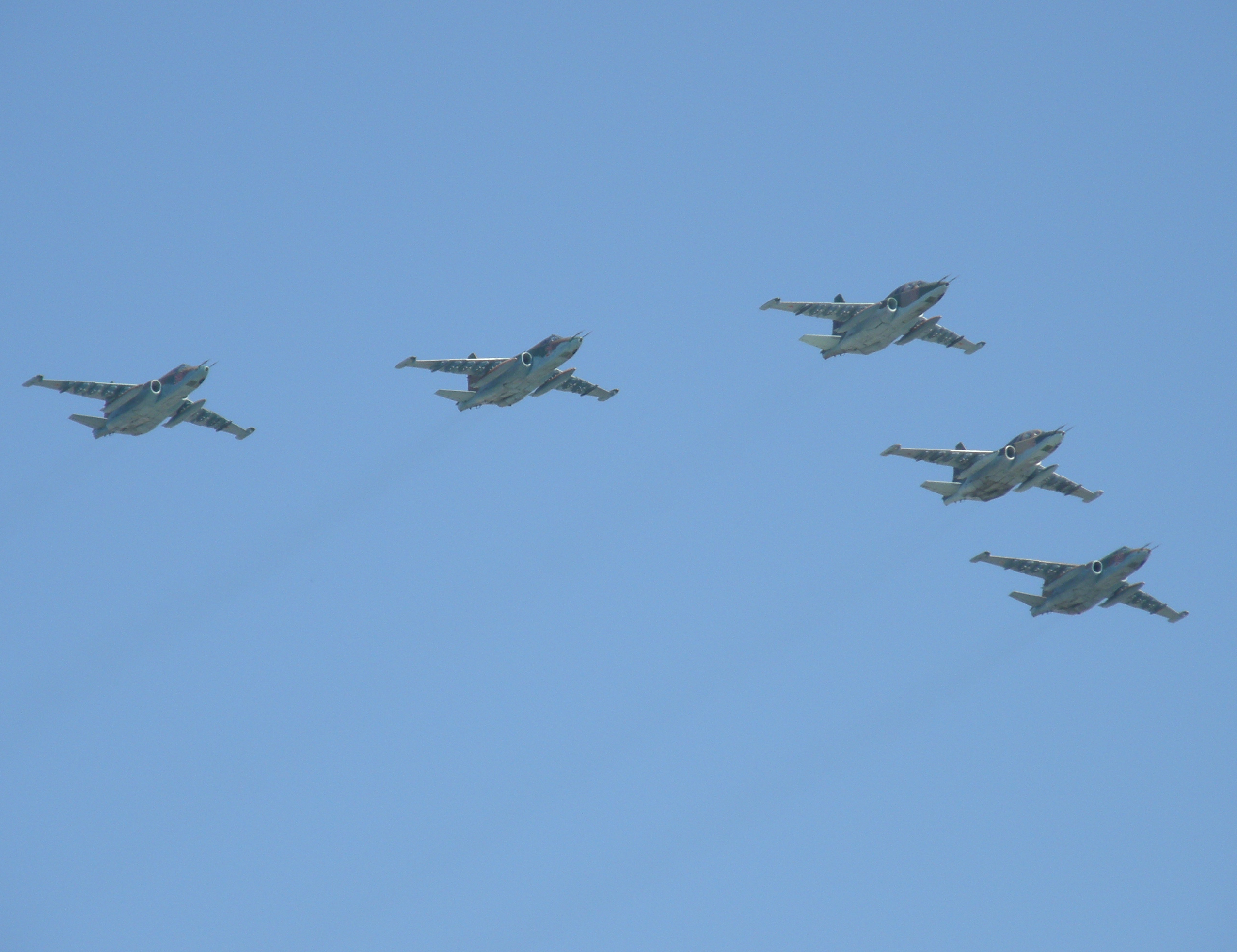
Uma fileira de Su-25s abcásias

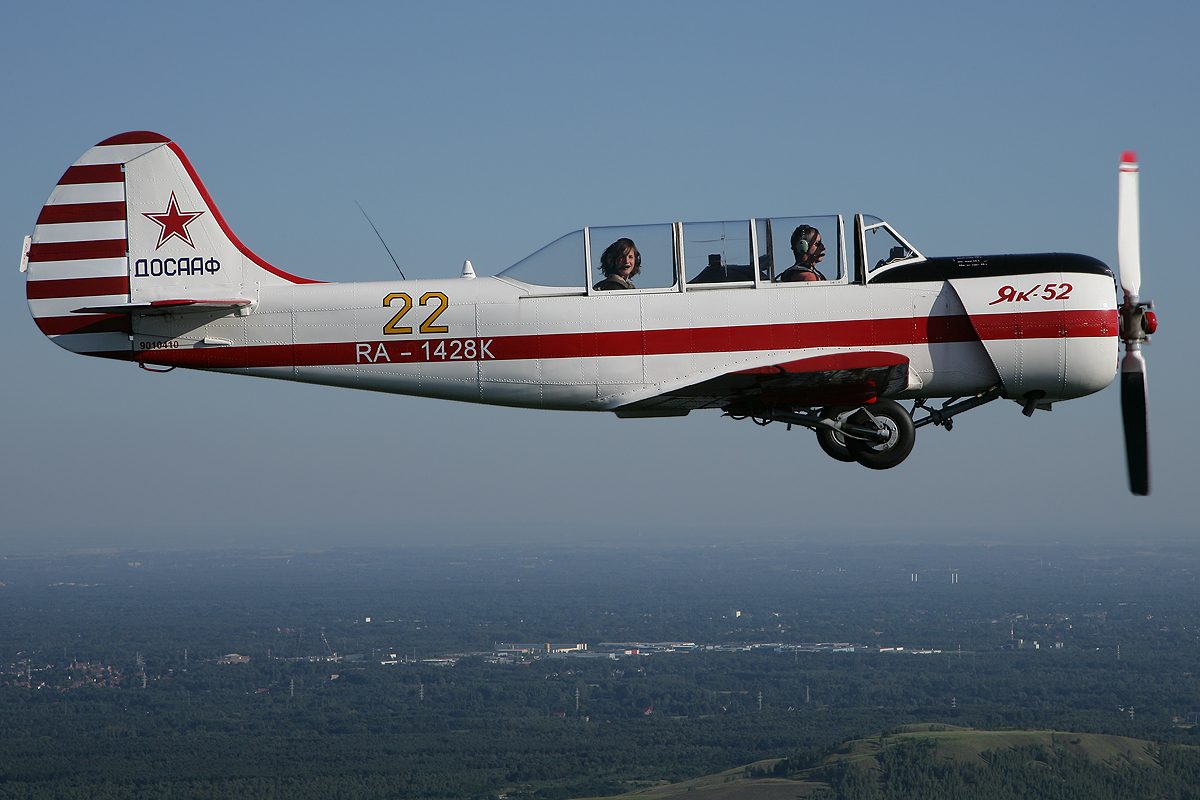
Uma Yak-52 abcásia